# Tornei di tennis maschili nel 1929
Prima della nascita della cosiddetta "Era Open" del tennis, ossia l'apertura ai tennisti professionisti dei tornei che prima di quell'anno erano riservati ai tennisti dilettanti. Nel 1929 i tornei si distinguevano in pro e amatoriali: ai primi potevano partecipare solo i giocatori professionisti, mentre ai secondi potevano partecipare solo i tennisti dilettanti. Tutti i tornei più importanti erano amatoriali tra questi c'erano i tornei del Grande Slam: gli Australian Championships, gli Internazionali di Francia, il Torneo di Wimbledon e gli U.S. National Championships.

## Calendario

### Legenda
| Tornei amatoriali       |
| Tornei professionistici |

### Gennaio
| Settimana  | Torneo                                                                                      | Vincitore                                                                       | Finalista                          | Semifinalisti | Eliminati ai quarti |
| ---------- | ------------------------------------------------------------------------------------------- | ------------------------------------------------------------------------------- | ---------------------------------- | ------------- | ------------------- |
| gennaio    | Torneo di Hyères 1929 Hyères, Francia Singolare - Doppio                                    | Jacques Brugnon 5-7 4-6 8-6 6-4 6-2                                             | Franz-Wilhelm Matejka              |               |                     |
| gennaio    | Torneo di Hyères 1929 Hyères, Francia Singolare - Doppio                                    | Franz Wilhelm Matejka Uberto De Morpurgo 6–2, 6–4, 8–6                          | Jacques Brugnon Brame Hillyard     |               |                     |
| 12 gennaio | Bristol Cup 1929 Beaulieu-sur-Mer, Francia Singolare - Doppio                               | Karel Koželuh 6–3, 6–1, 6–0                                                     | Albert Burke                       |               |                     |
| 12 gennaio | Bristol Cup 1929 Beaulieu-sur-Mer, Francia Singolare - Doppio                               |                                                                                 |                                    |               |                     |
| 19 gennaio | Torneo di Cannes 1929 Cannes, Francia Singolare - Doppio                                    | Giorgio De Stefani 12-10 9-7 2-6 6-0                                            | Benny Berthet                      |               |                     |
| 19 gennaio | Torneo di Cannes 1929 Cannes, Francia Singolare - Doppio                                    | Scovel Giorgio De Stefani 1–6, 6–4, 7–5, 7–5                                    | Charles Aeschlimann Carlos Magrane |               |                     |
| 20 gennaio | Monegasque Championships 1929 Monte Carlo, Monte Carlo Singolare - Doppio                   | Uberto De Morpurgo 6-3 6-2 6-2                                                  | Jacques Brugnon                    |               |                     |
| 20 gennaio | Monegasque Championships 1929 Monte Carlo, Monte Carlo Singolare - Doppio                   | Jacques Brugnon Antoine Gentien 6–3, 5–7, 6–2, 4–6, 8–6                         | Uberto De Morpurgo Brame Hillyard  |               |                     |
| 21 gennaio | Belgian International Covered Court Championships 1929 Bruxelles, Belgio Singolare - Doppio | Jean Borotra 7-5 6-4 3-6 6-3                                                    | Henri Cochet                       |               |                     |
| 21 gennaio | Belgian International Covered Court Championships 1929 Bruxelles, Belgio Singolare - Doppio | Édouard Thurneyssen Pierre Henri Landry 6–0, 7–5, 6–4                           | André Ewbank Roger George          |               |                     |
| 26 gennaio | Australian Championships 1929 Adelaide, Australia Erba Singolare - Doppio                   | John Colin Gregory 6-2 6-2 5-7 7-5                                              | Richard Schlesinger                |               |                     |
| 26 gennaio | Australian Championships 1929 Adelaide, Australia Erba Singolare - Doppio                   | Jack Crawford Harry Hopman 6-1, 6-8, 4-6, 6-1, 6-3                              | Jack Cummings Gar Moon             |               |                     |
| 27 gennaio | French Covered Court Championships 1929 Parigi, Francia Singolare - Doppio                  | Jean Borotra 6-2 6-2 6-4                                                        | Roger George                       |               |                     |
| 27 gennaio | French Covered Court Championships 1929 Parigi, Francia Singolare - Doppio                  | Jean Borotra Édouard Borotra walkover                                           | Christian Boussus René de Buzelet  |               |                     |
| 27 gennaio | Canadian Covered Court Championships 1929 Montréal, Canada Singolare - Doppio               | Gilbert Hall 3-6 6-2 6-3 6-3                                                    | William F. Crocker                 |               |                     |
| 27 gennaio | Canadian Covered Court Championships 1929 Montréal, Canada Singolare - Doppio               | Willard Crocker Marcel Rainville 9-5, 3–6, 0–6, 8–6, 6–4                        | William Aydelotte Cutler           |               |                     |
| 31 gennaio | New Courts Club Championships 1929 Cannes, Francia Singolare - Doppio                       | Uberto De Morpurgo 6-3 6-4 6-2                                                  | Jacques Brugnon                    |               |                     |
| 31 gennaio | New Courts Club Championships 1929 Cannes, Francia Singolare - Doppio                       | Doppio non terminato, il montepremi è stato diviso tra i partecipanti rimanenti |                                    |               |                     |

### Febbraio
| Settimana   | Torneo                                                                            | Vincitore                                                                       | Finalista                  | Semifinalisti | Eliminati ai quarti |
| ----------- | --------------------------------------------------------------------------------- | ------------------------------------------------------------------------------- | -------------------------- | ------------- | ------------------- |
| febbraio    | Torneo di Roubaix 1929 Roubaix, Francia Singolare - Doppio                        | Christian Boussus 7-5 6-4 6-4                                                   | Henri Cochet               |               |                     |
| febbraio    | Torneo di Roubaix 1929 Roubaix, Francia Singolare - Doppio                        |                                                                                 |                            |               |                     |
| 7 febbraio  | Gallia Club Championships 1929 Cannes, Francia Singolare - Doppio                 | Henri Cochet 7-5 6-4 5-7 2-6 9-7                                                | Uberto De Morpurgo         |               |                     |
| 7 febbraio  | Gallia Club Championships 1929 Cannes, Francia Singolare - Doppio                 | Doppio non terminato, il montepremi è stato diviso tra i partecipanti rimanenti |                            |               |                     |
| 10 febbraio | Metropolitan Indoor 1929 New York, USA Singolare - Doppio                         | Edward G. Tarangioli                                                            | Lawrence Kurzrok           |               |                     |
| 10 febbraio | Metropolitan Indoor 1929 New York, USA Singolare - Doppio                         |                                                                                 |                            |               |                     |
| 10 febbraio | German Covered Court Championships 1929 Brema, Germania Singolare - Doppio        | Axel Petersen 7-5 5-7 6-0                                                       | Walter Dessart             |               |                     |
| 10 febbraio | German Covered Court Championships 1929 Brema, Germania Singolare - Doppio        | Franz Wilhelm Matejka Hans Moldenhauer                                          |                            |               |                     |
| 13 febbraio | Casino Heights Invitational 1929 New York, USA Singolare - Doppio                 | John van Ryn 6-1 6-4 6-2                                                        | Bill Tilden                |               |                     |
| 13 febbraio | Casino Heights Invitational 1929 New York, USA Singolare - Doppio                 | John van Ryn Gilbert Hall 6–2, 9–7, 4–6, 7–5                                    | Bill Tilden Francis Hunter |               |                     |
| 14 febbraio | Carlton Club Championships 1929 Cannes, Francia Singolare - Doppio                | Uberto De Morpurgo 6-4 6-2 6-4                                                  | Giorgio De Stefani         |               |                     |
| 14 febbraio | Carlton Club Championships 1929 Cannes, Francia Singolare - Doppio                | Pat Spence Charles Aeschlimann 6–1, 6–4, 6–3                                    | Erik Worm René Gallepe     |               |                     |
| 26 febbraio | Torneo di Beaulieu 1929 Beaulieu-sur-Mer, Francia Singolare - Doppio              | Uberto De Morpurgo 8-10 6-2 6-3 7-5                                             | Giorgio De Stefani         |               |                     |
| 26 febbraio | Torneo di Beaulieu 1929 Beaulieu-sur-Mer, Francia Singolare - Doppio              | Uberto De Morpurgo Alberto Del Bono 6–3, 6–1, 6–4                               | Jan Koželuh Brame Hillyard |               |                     |
| 28 febbraio | New South Wales Hard Court Championships 1929 Dubbo, Australia Singolare - Doppio | Jack Crawford                                                                   | non conosciuta (bandiera)  |               |                     |
| 28 febbraio | New South Wales Hard Court Championships 1929 Dubbo, Australia Singolare - Doppio |                                                                                 |                            |               |                     |

### Marzo
| Settimana | Torneo                                                                            | Vincitore                                                    | Finalista                          | Semifinalisti | Eliminati ai quarti |
| --------- | --------------------------------------------------------------------------------- | ------------------------------------------------------------ | ---------------------------------- | ------------- | ------------------- |
| Marzo     | Egyptian International Championships 1929 Il Cairo, Egitto Singolare - Doppio     | Augustos Zerlendis                                           | non conosciuta (bandiera)          |               |                     |
| Marzo     | Egyptian International Championships 1929 Il Cairo, Egitto Singolare - Doppio     |                                                              |                                    |               |                     |
| 3 marzo   | New South Wales Championships 1929 Sydney, Australia Singolare - Doppio           | Jack Crawford 6-1, 6-3, 6-3                                  | Clifford Sproule                   |               |                     |
| 3 marzo   | New South Wales Championships 1929 Sydney, Australia Singolare - Doppio           | Jack Crawford Harry Hopman 6-3, 8-6, 3-6, 6-2                | Edgar Moon Jack Clemenger          |               |                     |
| 3 marzo   | Bermuda International Championships 1929 Hamilton, Bermuda Singolare - Doppio     | Herbert L. Bowman 3-6 6-3 6-4 8-6                            | Gilbert Hall                       |               |                     |
| 3 marzo   | Bermuda International Championships 1929 Hamilton, Bermuda Singolare - Doppio     |                                                              |                                    |               |                     |
| 4 marzo   | South Florida Championships 1929 Miami Beach, USA Singolare - Doppio              | John Hennessey                                               | Francis Hunter                     |               |                     |
| 4 marzo   | South Florida Championships 1929 Miami Beach, USA Singolare - Doppio              |                                                              |                                    |               |                     |
| 5 marzo   | Queen's Covered Court Championships 1929 Londra, Gran Bretagna Singolare - Doppio | John Olliff 6-4 2-6 6-3 6-4                                  | Stanley W. Harris                  |               |                     |
| 5 marzo   | Queen's Covered Court Championships 1929 Londra, Gran Bretagna Singolare - Doppio | Gordon Crole-Rees Cyril Eames 2–6, 4–6, 6–3, 6–4, 6–3        | John Olliff Brian Helmore          |               |                     |
| 6 marzo   | Monte Carlo Cup 1929 Monte Carlo, Monte Carlo Singolare - Doppio                  | Henri Cochet 8-6 6-4 6-4                                     | Uberto De Morpurgo                 |               |                     |
| 6 marzo   | Monte Carlo Cup 1929 Monte Carlo, Monte Carlo Singolare - Doppio                  | Uberto De Morpurgo Béla von Kehrling 7–5, 6–3, 2–6, 7–9, 6–1 | Erik Worm René Gallepe             |               |                     |
| 9 marzo   | Florida State Championships 1929 Palm Beach, USA Singolare - Doppio               | Francis Hunter 1-6 6-1 9-7 7-5                               | John Hennessey                     |               |                     |
| 9 marzo   | Florida State Championships 1929 Palm Beach, USA Singolare - Doppio               | John van Ryn Wilmer Allison 7–5, 1–6, 7–5, 6–4               | John Hennessey Francis Hunter      |               |                     |
| 9 marzo   | Riviera Championships 1929 Mentone, Francia Singolare - Doppio                    | Bela von Kehrling 6-4 7-5 6-1                                | Franz-Wilhelm Matejka              |               |                     |
| 9 marzo   | Riviera Championships 1929 Mentone, Francia Singolare - Doppio                    | Erik Worm Béla von Kehrling 8–6, 6–3, 6–1                    | Wilbur Coen George O'Connell       |               |                     |
| 11 marzo  | South of France Championships 1929 Nizza, Francia Singolare - Doppio              | Emmanuel du Plaix 3-6 6-1 6-3 6-0                            | Herman von Artens                  |               |                     |
| 11 marzo  | South of France Championships 1929 Nizza, Francia Singolare - Doppio              | Charles Aeschlimann René Gallèpe 6–2, 1–6, 2–6, 6–4, 6–4     | Wilbur Coen George O'Connell       |               |                     |
| 11 marzo  | US Indoors 1929 New York, USA Singolare - Doppio                                  | Jean Borotra 6-4 6-0 4-6 8-6                                 | Francis Hunter                     |               |                     |
| 11 marzo  | US Indoors 1929 New York, USA Singolare - Doppio                                  | Bill Tilden Francis Hunter 6–4, 6–2, 1–6, 6–2                | Jean Borotra Watson Washburn       |               |                     |
| 11 marzo  | Torneo di Juan-les-Pins 1929 Juan les Pins, Francia Singolare - Doppio            | Henri Cochet 6-3 6-3 6-4                                     | Emmanuel du Plaix                  |               |                     |
| 11 marzo  | Torneo di Juan-les-Pins 1929 Juan les Pins, Francia Singolare - Doppio            | Henri Cochet Charles Aeschlimann 6–2, 6–1                    | René Gallepe Pierre Henri Landry   |               |                     |
| 15 marzo  | Florida East Coast Championships 1929 Ormond Beach, USA Singolare - Doppio        | Wilmer Allison 1-6 7-5 6-8 8-6 6-1                           | Frederic Mercur                    |               |                     |
| 15 marzo  | Florida East Coast Championships 1929 Ormond Beach, USA Singolare - Doppio        |                                                              |                                    |               |                     |
| 16 marzo  | South Australian Championships 1929 Adelaide, Australia Singolare - Doppio        | Jack Crawford 6-1, 6-4, 6-4                                  | Rupert Shepherd                    |               |                     |
| 16 marzo  | South Australian Championships 1929 Adelaide, Australia Singolare - Doppio        |                                                              |                                    |               |                     |
| 16 marzo  | Torneo di Bordighera 1929 Bordighera, Italia Singolare - Doppio                   | Giorgio De Stefani 6-4 7-5 6-4                               | Bela von Kehrling                  |               |                     |
| 16 marzo  | Torneo di Bordighera 1929 Bordighera, Italia Singolare - Doppio                   | Erik Worm Béla von Kehrling                                  | Giorgio De Stefani Jacques Brugnon |               |                     |
| 17 marzo  | Southern Pro Championships 1929 Palm Beach, USA Singolare - Doppio                | Brian Norton 8–6, 7–5, 6–1                                   | Vincent Richards                   |               |                     |
| 17 marzo  | Southern Pro Championships 1929 Palm Beach, USA Singolare - Doppio                |                                                              |                                    |               |                     |
| 19 marzo  | Italian Riviera Championships 1929 Sanremo, Italia Singolare - Doppio             | Pat Hughes 6-2 7-5 3-6 6-2                                   | Eric Peters                        |               |                     |
| 19 marzo  | Italian Riviera Championships 1929 Sanremo, Italia Singolare - Doppio             |                                                              |                                    |               |                     |
| 23 marzo  | South Atlantic Championships 1929 Augusta, USA Singolare - Doppio                 | Marcel Rainville 4-6 6-2 6-3 6-4                             | Jack Mooney                        |               |                     |
| 23 marzo  | South Atlantic Championships 1929 Augusta, USA Singolare - Doppio                 |                                                              |                                    |               |                     |
| 24 marzo  | Côte d'Azur Championships 1929 Cannes, Francia Singolare - Doppio                 | Emmanuel du Plaix 8-6 6-2 9-7                                | Fritz Kuhlmann                     |               |                     |
| 24 marzo  | Côte d'Azur Championships 1929 Cannes, Francia Singolare - Doppio                 | Charles Aeschlimann René Gallepe 3–6, 6–4, 0–6, 6–3, 6–1     | Keats Lester Charles Kingsley      |               |                     |

### Aprile
| Settimana | Torneo                                                                                  | Vincitore                                            | Finalista                                      | Semifinalisti | Eliminati ai quarti |
| --------- | --------------------------------------------------------------------------------------- | ---------------------------------------------------- | ---------------------------------------------- | ------------- | ------------------- |
| aprile    | South African Championships 1929 Città del Capo, Sudafrica Singolare - Doppio           | Colin John James Robbins 6-1 6-0 6-3                 | George Dodd                                    |               |                     |
| aprile    | South African Championships 1929 Città del Capo, Sudafrica Singolare - Doppio           |                                                      |                                                |               |                     |
| 2 aprile  | Torneo di Biarritz 1929 Biarritz, Francia Singolare - Doppio                            | Pierre Henry Landry 6-1 6-3 6-2                      | Henri Cochet                                   |               |                     |
| 2 aprile  | Torneo di Biarritz 1929 Biarritz, Francia Singolare - Doppio                            | Christian Boussus René de Buzelet 6–3, 3–6, 6–4, 6–1 | Henri Cochet Pierre Henri Landry               |               |                     |
| 2 aprile  | Cannes Championships 1929 Cannes, Francia Singolare - Doppio                            | Emmanuel du Plaix 7-5 6-1 4-6 6-2                    | Paul Féret                                     |               |                     |
| 2 aprile  | Cannes Championships 1929 Cannes, Francia Singolare - Doppio                            | Wilbur Coen Emanuelle du Plaix 4–6, 6–4, 6–3         | Georges Glasser Paul Féret                     |               |                     |
| 9 aprile  | Beausoleil Championships 1929 (3rd Meeting) Monte Carlo, Monte Carlo Singolare - Doppio | Erik Worm 6-2 6-2 5-7 6-3                            | Wilbur Franklyn Coen                           |               |                     |
| 9 aprile  | Beausoleil Championships 1929 (3rd Meeting) Monte Carlo, Monte Carlo Singolare - Doppio |                                                      |                                                |               |                     |
| 13 aprile | North & South Championships 1929 Pinehurst, USA Singolare - Doppio                      | John Van Ryn 3-6 6-1 6-1 6-1                         | Sadakazu Onda                                  |               |                     |
| 13 aprile | North & South Championships 1929 Pinehurst, USA Singolare - Doppio                      |                                                      |                                                |               |                     |
| 14 aprile | Beaulieu Second Meeting 1929 Beaulieu-sur-Mer, Francia Singolare - Doppio               | Emmanuel du Plaix 6-3 6-3 6-3                        | George Lyttleton Rogers                        |               |                     |
| 14 aprile | Beaulieu Second Meeting 1929 Beaulieu-sur-Mer, Francia Singolare - Doppio               | Erik Worm Brame Hillyard 3–6, 6–4, 6–4               | Ludwig von Salm-Hoogstraeten Herman von Artens |               |                     |
| 20 aprile | Roehampton Hard Court Championships 1929 Roehampton, Gran Bretagna Singolare - Doppio   | Yoshiro Ohta 3-6 6-2 7-5 6-2                         | William Powell                                 |               |                     |
| 20 aprile | Roehampton Hard Court Championships 1929 Roehampton, Gran Bretagna Singolare - Doppio   |                                                      |                                                |               |                     |
| 22 aprile | Mason & Dixon Trophy 1929 White Sulphur Springs, USA Singolare - Doppio                 | Wilmer Allison 6-2 7-9 6-2 4-6 6-3                   | Francis Hunter                                 |               |                     |
| 22 aprile | Mason & Dixon Trophy 1929 White Sulphur Springs, USA Singolare - Doppio                 |                                                      |                                                |               |                     |
| 22 aprile | North London Hard Court Championships 1929 Highbury, Gran Bretagna Singolare - Doppio   | René Lacoste 6-1 6-2 6-3                             | Jacques Brugnon                                |               |                     |
| 22 aprile | North London Hard Court Championships 1929 Highbury, Gran Bretagna Singolare - Doppio   | René Lacoste Jacques Brugnon 3–6, 6–1, 6–3, 8–6      | Crawford Hodgson                               |               |                     |

### Maggio
| Settimana | Torneo                                                                                          | Vincitore                                        | Finalista                     | Semifinalisti | Eliminati ai quarti |
| --------- | ----------------------------------------------------------------------------------------------- | ------------------------------------------------ | ----------------------------- | ------------- | ------------------- |
| maggio    | Southern California Pro Championships 1929 , USA Singolare - Doppio                             | Harvey Snodgrass                                 | Howard Kinsey                 |               |                     |
| maggio    | Southern California Pro Championships 1929 , USA Singolare - Doppio                             |                                                  |                               |               |                     |
| maggio    | Southern California Championships 1929 Los Angeles, USA Cemento Singolare - Doppio              | John Doeg 7-9 6-4 6-2 6-2                        | Benjamin Gorchakoff           |               |                     |
| maggio    | Southern California Championships 1929 Los Angeles, USA Cemento Singolare - Doppio              |                                                  |                               |               |                     |
| 5 maggio  | British Hard Court Championships 1929 Bournemouth, Gran Bretagna Singolare - Doppio             | Bunny Henry Austin 6-3 6-2 1-6 6-4               | Louis Raymond                 |               |                     |
| 5 maggio  | British Hard Court Championships 1929 Bournemouth, Gran Bretagna Singolare - Doppio             | Gordon Crole-Rees Cyril Eames 3–6, 6–4, 6–2, 6–3 | Pat Hughes Eric Peters        |               |                     |
| 8 maggio  | Wiesbaden Championships 1929 Wiesbaden, Germania Singolare - Doppio                             | Hector Cosmo Fisher 6-8 6-2 6-3 4-6 6-4          | Erik Worm                     |               |                     |
| 8 maggio  | Wiesbaden Championships 1929 Wiesbaden, Germania Singolare - Doppio                             | Hector Fisher Erik Worm 3–6, 6–4, 6–3, 6–3       | Fritz Kuhlmann Philip Buss    |               |                     |
| 10 maggio | West of England Championships 1929 Bristol, Gran Bretagna Singolare - Doppio                    | George Lyttleton Rogers 6-1 6-2                  | Taylor                        |               |                     |
| 10 maggio | West of England Championships 1929 Bristol, Gran Bretagna Singolare - Doppio                    |                                                  |                               |               |                     |
| 12 maggio | Torneo di Purley Bury 1929 Purley Bury, Gran Bretagna Singolare - Doppio                        | Ryuki Miki 1-6 6-2 8-6 6-4                       | Brian Helmore                 |               |                     |
| 12 maggio | Torneo di Purley Bury 1929 Purley Bury, Gran Bretagna Singolare - Doppio                        |                                                  |                               |               |                     |
| 12 maggio | Greater New York Championships 1929 New York, USA Singolare - Doppio                            | Lawrence Kurzrok 6-2 8-6 6-2                     | William Einsman               |               |                     |
| 12 maggio | Greater New York Championships 1929 New York, USA Singolare - Doppio                            |                                                  |                               |               |                     |
| 12 maggio | Royal Botanical Gardens Championships 1929 Londra, Gran Bretagna Singolare - Doppio             | Ian Collins 6-2 6-2                              | Norman H. Latchford           |               |                     |
| 12 maggio | Royal Botanical Gardens Championships 1929 Londra, Gran Bretagna Singolare - Doppio             |                                                  |                               |               |                     |
| 12 maggio | Torneo di Hurlingham 1929 Hurlingham, Gran Bretagna Singolare - Doppio                          | Charles Kingsley 7-5 6-4                         | Keats Lester                  |               |                     |
| 12 maggio | Torneo di Hurlingham 1929 Hurlingham, Gran Bretagna Singolare - Doppio                          |                                                  |                               |               |                     |
| 12 maggio | Torneo di Harrogate 1929 Harrogate, Gran Bretagna Singolare - Doppio                            | William Powell 6-3 6-2                           | Cecil Campbell                |               |                     |
| 12 maggio | Torneo di Harrogate 1929 Harrogate, Gran Bretagna Singolare - Doppio                            |                                                  |                               |               |                     |
| 20 maggio | West Kensington Hard Court Championships 1929 West Kensington, Gran Bretagna Singolare - Doppio | Randolph Lycett 6-8 8-6 6-4                      | John Olliff                   |               |                     |
| 20 maggio | West Kensington Hard Court Championships 1929 West Kensington, Gran Bretagna Singolare - Doppio |                                                  |                               |               |                     |
| 20 maggio | Phyllis Court Championships 1929 Henley-on-Thames, Gran Bretagna Singolare - Doppio             | Eskel Dundas Andrews 5-7 6-4 6-2                 | William Powell                |               |                     |
| 20 maggio | Phyllis Court Championships 1929 Henley-on-Thames, Gran Bretagna Singolare - Doppio             |                                                  |                               |               |                     |
| 21 maggio | Berlin Championships 1929 Berlino, Germania Singolare - Doppio                                  | Henri Cochet 9-11 6-3 6-1 6-1                    | Roderick Menzel               |               |                     |
| 21 maggio | Berlin Championships 1929 Berlino, Germania Singolare - Doppio                                  | Henri Cochet Jacques Brugnon 4–6, 6–3, 6–1, 10-8 | Hans Moldenhauer Daniel Prenn |               |                     |
| 25 maggio | Surrey Grass Court Championships 1929 Surbiton, Gran Bretagna Singolare - Doppio                | Eric Peters 3-6 6-1 6-1 6-3                      | Noel Turnbull                 |               |                     |
| 25 maggio | Surrey Grass Court Championships 1929 Surbiton, Gran Bretagna Singolare - Doppio                | Gordon Crole-Rees Cyril Eames 6–4, 10-8, 6–4     | Randolph Lycett Eric Peters   |               |                     |
| 26 maggio | Big Ten Championships 1929 Saint Louis, USA Singolare - Doppio                                  | George Lott                                      | non conosciuta (bandiera)     |               |                     |
| 26 maggio | Big Ten Championships 1929 Saint Louis, USA Singolare - Doppio                                  |                                                  |                               |               |                     |
| 27 maggio | Connecticut State Championships 1929 New Haven, USA Singolare - Doppio                          | Francis Shields 8-6 9-7 6-3                      | H. Holbrook Hyde              |               |                     |
| 27 maggio | Connecticut State Championships 1929 New Haven, USA Singolare - Doppio                          |                                                  |                               |               |                     |
| 27 maggio | Long Island Championships 1929 New York, USA Singolare - Doppio                                 | Jerry Lang 6-4 6-3 6-3                           | Lawrence Kurzrok              |               |                     |
| 27 maggio | Long Island Championships 1929 New York, USA Singolare - Doppio                                 |                                                  |                               |               |                     |
| 31 maggio | Orange Club Championships 1929 Orange, USA Singolare - Doppio                                   | Frederic Mercur 7-5 8-6 6-4                      | John Strachan                 |               |                     |
| 31 maggio | Orange Club Championships 1929 Orange, USA Singolare - Doppio                                   |                                                  |                               |               |                     |

### Giugno
| Settimana | Torneo                                                                                          | Vincitore                                          | Finalista                    | Semifinalisti | Eliminati ai quarti |
| --------- | ----------------------------------------------------------------------------------------------- | -------------------------------------------------- | ---------------------------- | ------------- | ------------------- |
| 2 giugno  | Middlesex Championships 1929 Chiswick Park, Londra, Gran Bretagna Singolare - Doppio            | William Powell 6-1 4-6 2-6 6-3 6-1                 | Ryuki Miki                   |               |                     |
| 2 giugno  | Middlesex Championships 1929 Chiswick Park, Londra, Gran Bretagna Singolare - Doppio            |                                                    |                              |               |                     |
| 3 giugno  | Torneo di Saint George's Hill 1929 Weybridge, Gran Bretagna Singolare - Doppio                  | Ryuki Miki 4-6 6-3 7-5                             | Harry G. Lee                 |               |                     |
| 3 giugno  | Torneo di Saint George's Hill 1929 Weybridge, Gran Bretagna Singolare - Doppio                  |                                                    |                              |               |                     |
| 3 giugno  | Internazionali di Francia 1929 Parigi, Francia Terra rossa Singolare - Doppio                   | René Lacoste 6-3 2-6 6-0 2-6 8-6                   | Jean Borotra                 |               |                     |
| 3 giugno  | Internazionali di Francia 1929 Parigi, Francia Terra rossa Singolare - Doppio                   | René Lacoste Jean Borotra 6-3, 3-6, 6-3, 3-6, 8-6  | Henri Cochet Jacques Brugnon |               |                     |
| 3 giugno  | Northern Championships Manchester 1929 Manchester, Gran Bretagna Singolare - Doppio             | John Olliff 2-6 6-3 6-4 2-6 14-12                  | Charles Kingsley             |               |                     |
| 3 giugno  | Northern Championships Manchester 1929 Manchester, Gran Bretagna Singolare - Doppio             |                                                    |                              |               |                     |
| 3 giugno  | Northern Championships Liverpool 1929 Liverpool, Gran Bretagna Singolare - Doppio               | Jacques Brugnon 3-6 7-5 6-1 6-2                    | Donald M. Greig              |               |                     |
| 3 giugno  | Northern Championships Liverpool 1929 Liverpool, Gran Bretagna Singolare - Doppio               | Jacques Brugnon Richard Covington 6–4, 6–3         | William Radcliffe Carlton    |               |                     |
| 3 giugno  | North London Championships 1929 Londra, Gran Bretagna Singolare - Doppio                        | Nigel Sharpe 6-1 6-4                               | Cecil Campbell               |               |                     |
| 3 giugno  | North London Championships 1929 Londra, Gran Bretagna Singolare - Doppio                        |                                                    |                              |               |                     |
| 3 giugno  | Brooklyn Championships 1929 Brooklyn, USA Singolare - Doppio                                    | Lawrence Kurzrok 6-3 6-2 8-6                       | Percy Lloyd Kynaston         |               |                     |
| 3 giugno  | Brooklyn Championships 1929 Brooklyn, USA Singolare - Doppio                                    |                                                    |                              |               |                     |
| 8 giugno  | New England Championships 1929 Hartford, USA Singolare - Doppio                                 | Gilbert Hall 3-6 1-6 15-13 6-3 6-0                 | H. Holbrook Hyde             |               |                     |
| 8 giugno  | New England Championships 1929 Hartford, USA Singolare - Doppio                                 |                                                    |                              |               |                     |
| 9 giugno  | Torneo di Troy 1929 Troy, USA Singolare - Doppio                                                | Anton Von Bernuth 12-10 4-6 6-1 6-8 7-5            | Eddie McKnight               |               |                     |
| 9 giugno  | Torneo di Troy 1929 Troy, USA Singolare - Doppio                                                |                                                    |                              |               |                     |
| 10 giugno | Kent Championships 1929 Beckenham, Gran Bretagna Singolare - Doppio                             | Harry G. Lee 7-5 6-4 6-2                           | Charles Kingsley             |               |                     |
| 10 giugno | Kent Championships 1929 Beckenham, Gran Bretagna Singolare - Doppio                             | Randolph Lycett Patrick Wheatley 6–2, 6–5, 6–3     | Yoshiro Ohta Ryuki Miki      |               |                     |
| 10 giugno | Maryland State Championships 1929 Baltimora, USA Singolare - Doppio                             | Richard Berkeley Bell 6-1 5-7 6-4 6-1              | Harrison                     |               |                     |
| 10 giugno | Maryland State Championships 1929 Baltimora, USA Singolare - Doppio                             |                                                    |                              |               |                     |
| 11 giugno | Chicago City Championships 1929 Chicago, USA Singolare - Doppio                                 | George Lott 6-3 6-4 6-1                            | Louis Thalheimer             |               |                     |
| 11 giugno | Chicago City Championships 1929 Chicago, USA Singolare - Doppio                                 |                                                    |                              |               |                     |
| 16 giugno | Metropolitan Clay Court Championships 1929 University Heights, New York, USA Singolare - Doppio | Sadakazu Onda 3-6 6-4 6-3 6-2                      | Melvin Partridge             |               |                     |
| 16 giugno | Metropolitan Clay Court Championships 1929 University Heights, New York, USA Singolare - Doppio |                                                    |                              |               |                     |
| 16 giugno | Middle States Championships 1929 Filadelfia, USA Singolare - Doppio                             | Frederic Mercur 6-3 11-9 8-6                       | Gilbert Hall                 |               |                     |
| 16 giugno | Middle States Championships 1929 Filadelfia, USA Singolare - Doppio                             |                                                    |                              |               |                     |
| 16 giugno | Pacific Coast Championships 1929 Berkeley, USA Cemento Singolare                                | Robert Seller 6-4 6-2 3-6 1-6 6-4                  | Gerald Stratford             |               |                     |
| 17 giugno | Dutch International Championships 1929 Noordwijk, Paesi Bassi Terra rossa Singolare - Doppio    | Bill Tilden 7-5 6-3 6-4                            | Francis Hunter               |               |                     |
| 17 giugno | Dutch International Championships 1929 Noordwijk, Paesi Bassi Terra rossa Singolare - Doppio    | Bill Tilden Francis Hunter 6–3 6–3 7–5             | Wilbur Coen Hendrik Timmer   |               |                     |
| 17 giugno | Czechoslovakian International Championships 1929 Praga, Cecoslovacchia Singolare - Doppio       | Henri Cochet 2-6 6-8 6-2 7-5 8-6                   | Christian Boussus            |               |                     |
| 17 giugno | Czechoslovakian International Championships 1929 Praga, Cecoslovacchia Singolare - Doppio       | Henri Cochet Christian Boussus 4–6, 6–3, 7–5, 6–2  | Jan Koželuh Pavel Macenauer  |               |                     |
| 18 giugno | Tri-State Championships 1929 Cincinnati, USA Singolare - Doppio                                 | Herbert Bowman 2-6 6-4 6-4 6-1                     | Julius Seligson              |               |                     |
| 18 giugno | Tri-State Championships 1929 Cincinnati, USA Singolare - Doppio                                 | Herbert Bowman Emmett Paré 4-6, 6-2, 6-2, 6-8, 6-4 | George Jennings Fred Royer   |               |                     |
| 23 giugno | Delaware State Championships 1929 Wilmington, USA Singolare - Doppio                            | Tamino Abe 6-4 3-6 6-4 6-4                         | Gilbert Hall                 |               |                     |
| 23 giugno | Delaware State Championships 1929 Wilmington, USA Singolare - Doppio                            |                                                    |                              |               |                     |
| 23 giugno | Queen's Club Championships 1929 Londra, Gran Bretagna Erba Singolare - Doppio                   | Francis Hunter Bill Tilden titolo condiviso        |                              |               |                     |
| 23 giugno | Queen's Club Championships 1929 Londra, Gran Bretagna Erba Singolare - Doppio                   | Bill Tilden Francis Hunter 9-11, 6–2, 7–5, 6–3     | John Van Ryn Wilmer Allison  |               |                     |
| 24 giugno | Eastern Clay Court Championships 1929 New York, USA Singolare - Doppio                          | Herbert Bowman 6-1 6-4 6-1                         | H. Ward Dawson               |               |                     |
| 24 giugno | Eastern Clay Court Championships 1929 New York, USA Singolare - Doppio                          |                                                    |                              |               |                     |
| 24 giugno | Ohio State Championships 1929 Cincinnati, USA Singolare - Doppio                                | Lawrence Kurzrok 9-7 6-1 7-5                       | Kirk Reid                    |               |                     |
| 24 giugno | Ohio State Championships 1929 Cincinnati, USA Singolare - Doppio                                |                                                    |                              |               |                     |

### Luglio
| Settimana | Torneo                                                                                    | Vincitore                                              | Finalista                           | Semifinalisti | Eliminati ai quarti |
| --------- | ----------------------------------------------------------------------------------------- | ------------------------------------------------------ | ----------------------------------- | ------------- | ------------------- |
| luglio    | Wisconsin State Championships 1929 Milwaukee, USA Singolare - Doppio                      | Keith Gledhill 6-3 3-6 7-5 6-2                         | Ellsworth Vines                     |               |                     |
| luglio    | Wisconsin State Championships 1929 Milwaukee, USA Singolare - Doppio                      |                                                        |                                     |               |                     |
| 1º luglio | Kings County Championships 1929 Brooklyn, USA Singolare - Doppio                          | Percy Lloyd Kynaston 3-6 6-4 6-4 6-3                   | Sadakazu Onda                       |               |                     |
| 1º luglio | Kings County Championships 1929 Brooklyn, USA Singolare - Doppio                          |                                                        |                                     |               |                     |
| 6 luglio  | Nassau Bowl 1929 Glen Cove, USA Singolare - Doppio                                        | John Doeg 12-10 6-2 6-2                                | Gregory Mangin                      |               |                     |
| 6 luglio  | Nassau Bowl 1929 Glen Cove, USA Singolare - Doppio                                        |                                                        |                                     |               |                     |
| 6 luglio  | East of England Championships 1929 Felixstowe, Gran Bretagna Singolare - Doppio           | Gordon Crole-Rees 6-2 6-2                              | G.R. Ashton                         |               |                     |
| 6 luglio  | East of England Championships 1929 Felixstowe, Gran Bretagna Singolare - Doppio           |                                                        |                                     |               |                     |
| 7 luglio  | New Jersey State Championships 1929 Montclair, USA Singolare - Doppio                     | Gregory Mangin 6-4 4-6 6-2 6-3                         | Reginald Speke Barnes               |               |                     |
| 7 luglio  | New Jersey State Championships 1929 Montclair, USA Singolare - Doppio                     |                                                        |                                     |               |                     |
| 7 luglio  | Torneo di Wimbledon 1929 Londra, Gran Bretagna Erba Singolare - Doppio                    | Henri Cochet 6-4 6-3 6-4                               | Jean Borotra                        |               |                     |
| 7 luglio  | Torneo di Wimbledon 1929 Londra, Gran Bretagna Erba Singolare - Doppio                    | Wilmer Allison John Van Ryn 6-4, 5-7, 6-3, 10-12, 6-4  | Ian Collins Colin Gregory           |               |                     |
| 8 luglio  | Scottish Championships 1929 Edimburgo, Gran Bretagna Singolare - Doppio                   | John Colin Gregory 6-2 6-3 9-7                         | Ian Collins                         |               |                     |
| 8 luglio  | Scottish Championships 1929 Edimburgo, Gran Bretagna Singolare - Doppio                   | H.G.N. Lee Scovell 6–4, 6–3, 7–5                       | Ian Collins W.A.R. Collins          |               |                     |
| 8 luglio  | Midland Counties Championships 1929 Edgbaston, Gran Bretagna Singolare - Doppio           | William Powell 6-1 6-2                                 | Jack Lysaght                        |               |                     |
| 8 luglio  | Midland Counties Championships 1929 Edgbaston, Gran Bretagna Singolare - Doppio           |                                                        |                                     |               |                     |
| 11 luglio | U.S. Men's Clay Court Championships 1929 Indianapolis, USA Terra rossa Singolare - Doppio | Emmet Pare 6-4 6-3 4-6 3-6 6-1                         | Gilbert Hall                        |               |                     |
| 11 luglio | U.S. Men's Clay Court Championships 1929 Indianapolis, USA Terra rossa Singolare - Doppio | Frederic Mercur Gilbert Hall 10-12, 3–6, 6–2, 9–7, 6–4 | Arthur Kussman Ben Gorchakoff       |               |                     |
| 14 luglio | New York State Championships 1929 Syracuse, USA Singolare - Doppio                        | Richard Berkeley Bell 1-6 6-1 6-3 6-4                  | Francis Shields                     |               |                     |
| 14 luglio | New York State Championships 1929 Syracuse, USA Singolare - Doppio                        |                                                        |                                     |               |                     |
| 14 luglio | Rhode Island State Championships 1929 Providence, USA Singolare - Doppio                  | John Doeg 5-7 3-6 6-4 6-2 6-2                          | Arnold W. Jones                     |               |                     |
| 14 luglio | Rhode Island State Championships 1929 Providence, USA Singolare - Doppio                  |                                                        |                                     |               |                     |
| 14 luglio | Lake Mohawk Invitational 1929 Lake Mohawk, USA Singolare - Doppio                         | Percy Lloyd Kynaston 6-2 6-2 8-6                       | Gress                               |               |                     |
| 14 luglio | Lake Mohawk Invitational 1929 Lake Mohawk, USA Singolare - Doppio                         |                                                        |                                     |               |                     |
| 15 luglio | Welsh Championships 1929 Newport, Gran Bretagna Singolare - Doppio                        | Charles Kingsley 7-5 6-4 4-6 8-6                       | William Powell                      |               |                     |
| 15 luglio | Welsh Championships 1929 Newport, Gran Bretagna Singolare - Doppio                        | Eric Peters Charles Kingsley                           | Phillips Gordon Gwyn Lennox Tuckett |               |                     |
| 15 luglio | Torneo di Frinton-on-Sea 1929 Frinton-on-Sea, Gran Bretagna Singolare - Doppio            | Pat Hughes 6-0 6-3                                     | Nigel Sharpe                        |               |                     |
| 15 luglio | Torneo di Frinton-on-Sea 1929 Frinton-on-Sea, Gran Bretagna Singolare - Doppio            |                                                        |                                     |               |                     |
| 18 luglio | Irish Championships 1929 Dublino, Irlanda Singolare - Doppio                              | John Olliff 4-6 6-3 1-6 6-2 6-4                        | George Lyttleton Rogers             |               |                     |
| 18 luglio | Irish Championships 1929 Dublino, Irlanda Singolare - Doppio                              | Edward McGuire Mack 6-2, 6-2, 4-6, 6-2                 | George Lyttleton-Rogers John Olliff |               |                     |
| 21 luglio | Richmond County Clay Court Championships 1929 New York, USA Singolare - Doppio            | Percy Lloyd Kynaston                                   | Russell Phillips                    |               |                     |
| 21 luglio | Richmond County Clay Court Championships 1929 New York, USA Singolare - Doppio            |                                                        |                                     |               |                     |
| 21 luglio | Quaker Ridge Championships 1929 New Rochelle, USA Singolare - Doppio                      | Melvin Partridge 6-3 6-2 3-6 8-6                       | A. Basley Sheridan                  |               |                     |
| 21 luglio | Quaker Ridge Championships 1929 New Rochelle, USA Singolare - Doppio                      |                                                        |                                     |               |                     |
| 21 luglio | Colorado State Championships 1929 Denver, USA Singolare - Doppio                          | Richard Berkeley Bell 6-1 6-4 6-4                      | Robert Seller                       |               |                     |
| 21 luglio | Colorado State Championships 1929 Denver, USA Singolare - Doppio                          |                                                        |                                     |               |                     |
| 21 luglio | Western Championships 1929 Chicago, USA Singolare - Doppio                                | Keith Gledhill 12-10 0-6 6-2 5-7 6-1                   | Ellsworth Vines                     |               |                     |
| 21 luglio | Western Championships 1929 Chicago, USA Singolare - Doppio                                |                                                        |                                     |               |                     |
| 21 luglio | Longwood Bowl 1929 Brookline, USA Singolare - Doppio                                      | John Doeg 10-8 6-4 8-6                                 | Frederic Mercur                     |               |                     |
| 21 luglio | Longwood Bowl 1929 Brookline, USA Singolare - Doppio                                      |                                                        |                                     |               |                     |
| 22 luglio | Southern Championships 1929 New Orleans, USA Singolare - Doppio                           | Bryan Grant 6-0 6-0 6-3                                | Mooney                              |               |                     |
| 22 luglio | Southern Championships 1929 New Orleans, USA Singolare - Doppio                           |                                                        |                                     |               |                     |
| 22 luglio | Western Michigan Championships 1929 Grand Rapids, USA Singolare - Doppio                  | Keith Gledhill 6-3 2-6 6-4 6-4                         | Ellsworth Vines                     |               |                     |
| 22 luglio | Western Michigan Championships 1929 Grand Rapids, USA Singolare - Doppio                  |                                                        |                                     |               |                     |
| 25 luglio | British Pro Championships 1929 Eastbourne, Gran Bretagna Singolare - Doppio               | Dan Maskell 6–2, 6–4, 6–2                              | J. Pearce                           |               |                     |
| 25 luglio | British Pro Championships 1929 Eastbourne, Gran Bretagna Singolare - Doppio               | W.H. Dear T.C.Jeffrey 3-6, 6-2, 8-6, 9-7               | C.H.Read Dan Maskell                |               |                     |
| 28 luglio | Canadian Championships 1929 Toronto, Canada Singolare - Doppio                            | Jack Wright 6-4 6-4 1-6 7-5                            | Francis Shields                     |               |                     |
| 28 luglio | Canadian Championships 1929 Toronto, Canada Singolare - Doppio                            | Willard Crocker Jack Wright 6-3 6-4 6-0                | Frank Shields Donald Strachan       |               |                     |
| 28 luglio | Metropolitan Grass Court Championships 1929 New York, USA Singolare - Doppio              | Gregory Mangin 6-4 6-4 2-6 6-4                         | King                                |               |                     |
| 28 luglio | Metropolitan Grass Court Championships 1929 New York, USA Singolare - Doppio              |                                                        |                                     |               |                     |
| 29 luglio | Michigan State Championships 1929 Holly, USA Singolare - Doppio                           | Frederic Mercur 6-3 6-3 1-6 6-4                        | Emmet Pare                          |               |                     |
| 29 luglio | Michigan State Championships 1929 Holly, USA Singolare - Doppio                           |                                                        |                                     |               |                     |

### Agosto
| Settimana | Torneo                                                                        | Vincitore                                       | Finalista                      | Semifinalisti | Eliminati ai quarti |
| --------- | ----------------------------------------------------------------------------- | ----------------------------------------------- | ------------------------------ | ------------- | ------------------- |
| agosto    | Queensland Championships 1929 Brisbane, Australia Singolare - Doppio          | Jack Crawford                                   | non conosciuta (bandiera)      |               |                     |
| agosto    | Queensland Championships 1929 Brisbane, Australia Singolare - Doppio          |                                                 |                                |               |                     |
| 3 agosto  | Seabright Invitational 1929 Seabright, USA Singolare - Doppio                 | John Doeg 6-3 7-5 8-6                           | Richard Norris Williams        |               |                     |
| 3 agosto  | Seabright Invitational 1929 Seabright, USA Singolare - Doppio                 |                                                 |                                |               |                     |
| 3 agosto  | Atlantic Coast Invitational 1929 Ocean City, USA Singolare - Doppio           | Harrison 6-2 1-6 6-2 6-4                        | Reginald Speke Barnes          |               |                     |
| 3 agosto  | Atlantic Coast Invitational 1929 Ocean City, USA Singolare - Doppio           |                                                 |                                |               |                     |
| 5 agosto  | Suffolk Championships 1929 Saxmundham, Gran Bretagna Singolare - Doppio       | Norman H. Latchford 6-4 6-2                     | Sidney                         |               |                     |
| 5 agosto  | Suffolk Championships 1929 Saxmundham, Gran Bretagna Singolare - Doppio       |                                                 |                                |               |                     |
| 5 agosto  | Michigan Riviera Championships 1929 Charlevoix, USA Singolare - Doppio        | John Hennessey                                  | Keith Gledhill                 |               |                     |
| 5 agosto  | Michigan Riviera Championships 1929 Charlevoix, USA Singolare - Doppio        |                                                 |                                |               |                     |
| 5 agosto  | Hampshire Championships 1929 Bournemouth, Gran Bretagna Singolare - Doppio    | Eric Peters 6-2 6-4                             | Jack Lysaght                   |               |                     |
| 5 agosto  | Hampshire Championships 1929 Bournemouth, Gran Bretagna Singolare - Doppio    |                                                 |                                |               |                     |
| 11 agosto | Southampton Invitation 1929 Southampton, USA Singolare - Doppio               | Frederic Mercur 6-4 6-3 6-4                     | John Doeg                      |               |                     |
| 11 agosto | Southampton Invitation 1929 Southampton, USA Singolare - Doppio               |                                                 |                                |               |                     |
| 11 agosto | Eastern Clay Court Championships 1929 Filadelfia, USA Singolare - Doppio      | Samuel Gilpin 6-2 6-1 6-2                       | Lane                           |               |                     |
| 11 agosto | Eastern Clay Court Championships 1929 Filadelfia, USA Singolare - Doppio      |                                                 |                                |               |                     |
| 11 agosto | German Championships 1929 Amburgo, Germania Singolare - Doppio                | Christian Boussus 6-1 4-6 6-1 6-8 6-1           | Otto Froitzheim                |               |                     |
| 11 agosto | German Championships 1929 Amburgo, Germania Singolare - Doppio                | Jacques Brugnon Christian Boussus 8–6, 6–2, 6–4 | Pierre Henri Landry Pat Spence |               |                     |
| 12 agosto | Derbyshire Championships 1929 Buxton, Gran Bretagna Singolare - Doppio        | Gordon Crole-Rees 5-7 6-0 7-5                   | Donald M. Greig                |               |                     |
| 12 agosto | Derbyshire Championships 1929 Buxton, Gran Bretagna Singolare - Doppio        |                                                 |                                |               |                     |
| 17 agosto | Maine State Championships 1929 Squirrel Island, USA Singolare - Doppio        | Percy Lloyd Kynaston 1-6 6-3 6-4 6-1            | W. Barry Wood                  |               |                     |
| 17 agosto | Maine State Championships 1929 Squirrel Island, USA Singolare - Doppio        |                                                 |                                |               |                     |
| 17 agosto | Eastern Grass Court Championships 1929 Rye, USA Erba Singolare - Doppio       | Bill Tilden 6-2 6-2 11-8                        | Francis Hunter                 |               |                     |
| 17 agosto | Eastern Grass Court Championships 1929 Rye, USA Erba Singolare - Doppio       |                                                 |                                |               |                     |
| 19 agosto | West Sussex Championships 1929 Bognor Regis, Gran Bretagna Singolare - Doppio | Gilden 6-3 7-5 6-0                              | Taylor                         |               |                     |
| 19 agosto | West Sussex Championships 1929 Bognor Regis, Gran Bretagna Singolare - Doppio |                                                 |                                |               |                     |
| 23 agosto | Lake Placid Club Championships 1929 Lake Placid, USA Singolare - Doppio       | Bertram Hammell 6-3 6-4 6-2                     | Lake                           |               |                     |
| 23 agosto | Lake Placid Club Championships 1929 Lake Placid, USA Singolare - Doppio       |                                                 |                                |               |                     |
| 25 agosto | Newport Casino Trophy 1929 Newport, USA Erba Singolare - Doppio               | Bill Tilden 6-2 3-6 6-4 5-7 6-3                 | George Lott                    |               |                     |
| 25 agosto | Newport Casino Trophy 1929 Newport, USA Erba Singolare - Doppio               |                                                 |                                |               |                     |

### Settembre
| Settimana    | Torneo                                                                             | Vincitore                                          | Finalista                     | Semifinalisti | Eliminati ai quarti |
| ------------ | ---------------------------------------------------------------------------------- | -------------------------------------------------- | ----------------------------- | ------------- | ------------------- |
| settembre    | German Pro Championships 1929 Berlino, Germania Singolare - Doppio                 | Roman Najuch 6–0, 6–4 7–9, 6–3                     | Hermann Bartelt               |               |                     |
| settembre    | German Pro Championships 1929 Berlino, Germania Singolare - Doppio                 | Albert Burke Robert Ramillon 1–6, 2–6, 7–5, ritiro | Roman Najuch Hermann Richter  |               |                     |
| settembre    | Hungarian International Championships 1929 Budapest, Ungheria Singolare - Doppio   | Bela von Kehrling 7-5 4-6 6-3 ritiro               | Roderick Menzel               |               |                     |
| settembre    | Hungarian International Championships 1929 Budapest, Ungheria Singolare - Doppio   | Roderich Menzel Friedrich Rohrer 7–5, 6–2, 6–4     | Friedrich Frenz Heine         |               |                     |
| 2 settembre  | Locust Point Tournament 1929 New York, USA Singolare - Doppio                      | Eugene McCauliff                                   | Edward G. Tarangioli          |               |                     |
| 2 settembre  | Locust Point Tournament 1929 New York, USA Singolare - Doppio                      |                                                    |                               |               |                     |
| 2 settembre  | Cinque Ports Championships 1929 Folkestone, Gran Bretagna Singolare - Doppio       | John Pennycuick 6-3 6-2 6-2                        | Henry Standring               |               |                     |
| 2 settembre  | Cinque Ports Championships 1929 Folkestone, Gran Bretagna Singolare - Doppio       |                                                    |                               |               |                     |
| 9 settembre  | South of England Championships 1929 Eastbourne, Gran Bretagna Singolare - Doppio   | Eskel Dundas Andrews 6-4 3-6 6-4                   | Keats Lester                  |               |                     |
| 9 settembre  | South of England Championships 1929 Eastbourne, Gran Bretagna Singolare - Doppio   | Eskell Andrews Nigel Sharpe 3—6, 6—2, 10—8         | Keats Lester Eric Peters      |               |                     |
| 15 settembre | U.S. National Championships 1929 New York, USA Erba Singolare - Doppio             | Bill Tilden 3-6 6-3 4-6 6-2 6-4                    | Francis Hunter                |               |                     |
| 15 settembre | U.S. National Championships 1929 New York, USA Erba Singolare - Doppio             | George Lott John Doeg 10-8, 16-14, 6-1             | Berkeley Bell Lewis White     |               |                     |
| 16 settembre | Montreux Palace Autumn Meeting 1929 Montreux, Svizzera Singolare - Doppio          | Giorgio De Stefani 6-3 6-2 6-1                     | Hector Cosmo Fisher           |               |                     |
| 16 settembre | Montreux Palace Autumn Meeting 1929 Montreux, Svizzera Singolare - Doppio          |                                                    |                               |               |                     |
| 23 settembre | Hudson Valley Tennis Tournament 1929 Elmsford, USA Singolare - Doppio              | Herbert Bowman 1-6 6-2 6-2 6-2                     | Ernest Kuhn                   |               |                     |
| 23 settembre | Hudson Valley Tennis Tournament 1929 Elmsford, USA Singolare - Doppio              |                                                    |                               |               |                     |
| 28 settembre | U.S. Pro Tennis Championships 1929 New York, USA Erba Singolare - Doppio           | Karel Koželuh 6-4, 6-4, 4-6, 4-6, 7-5              | Vincent Richards              |               |                     |
| 28 settembre | U.S. Pro Tennis Championships 1929 New York, USA Erba Singolare - Doppio           | Karel Koželuh Vincent Richards 5–7, 6–1, 6–3, 6–1  | Howard Kinsey Wallace Johnson |               |                     |
| 28 settembre | Coupe Porée 1929 Parigi, Francia Singolare - Doppio                                | Jean Borotra 7-5 6-3 9-7                           | Christian Boussus             |               |                     |
| 28 settembre | Coupe Porée 1929 Parigi, Francia Singolare - Doppio                                |                                                    |                               |               |                     |
| 28 settembre | North of England Championships 1929 Scarborough, Gran Bretagna Singolare - Doppio  | Charles Kingsley 7-9 6-1 6-1 6-4                   | Keats Lester                  |               |                     |
| 28 settembre | North of England Championships 1929 Scarborough, Gran Bretagna Singolare - Doppio  |                                                    |                               |               |                     |
| 29 settembre | Pacific Southwest Championships 1929 Los Angeles, USA Cemento Singolare - Doppio   | John Doeg 8-10 7-5 8-6 8-6                         | John Van Ryn                  |               |                     |
| 29 settembre | Pacific Southwest Championships 1929 Los Angeles, USA Cemento Singolare - Doppio   |                                                    |                               |               |                     |
| 30 settembre | North Side Championships 1929 University Heights, New York, USA Singolare - Doppio | Percy Lloyd Kynaston 6-4 6-4 6-3                   | Jerry Lang                    |               |                     |
| 30 settembre | North Side Championships 1929 University Heights, New York, USA Singolare - Doppio |                                                    |                               |               |                     |

### Ottobre
| Settimana  | Torneo                                                                             | Vincitore                                             | Finalista                    | Semifinalisti | Eliminati ai quarti |
| ---------- | ---------------------------------------------------------------------------------- | ----------------------------------------------------- | ---------------------------- | ------------- | ------------------- |
| 13 ottobre | Mexican Championships 1929 Città del Messico, Messico Singolare - Doppio           | John Van Ryn 6-3 4-6 6-1 6-8 6-4                      | Benjamin Gorchakoff          |               |                     |
| 13 ottobre | Mexican Championships 1929 Città del Messico, Messico Singolare - Doppio           |                                                       |                              |               |                     |
| 13 ottobre | Hot Springs Fall Championships 1929 Hot Springs, USA Singolare - Doppio            | Williams 7-5 6-4 6-3                                  | Emmet Pare                   |               |                     |
| 13 ottobre | Hot Springs Fall Championships 1929 Hot Springs, USA Singolare - Doppio            |                                                       |                              |               |                     |
| 17 ottobre | Southwestern Championships 1929 El Paso, USA Singolare - Doppio                    | Gilbert Hall 6-4 5-7 7-5 6-1                          | Frederic Mercur              |               |                     |
| 17 ottobre | Southwestern Championships 1929 El Paso, USA Singolare - Doppio                    |                                                       |                              |               |                     |
| 19 ottobre | Greenbrier Autumn Championships 1929 White Sulphur Springs, USA Singolare - Doppio | Emmet Pare 6-0 3-6 6-3 6-2                            | John Millen                  |               |                     |
| 19 ottobre | Greenbrier Autumn Championships 1929 White Sulphur Springs, USA Singolare - Doppio |                                                       |                              |               |                     |
| 22 ottobre | British Covered Court Championships 1929 Londra, Gran Bretagna Singolare - Doppio  | Jean Borotra 7-5 6-2 6-2                              | Nigel Sharpe                 |               |                     |
| 22 ottobre | British Covered Court Championships 1929 Londra, Gran Bretagna Singolare - Doppio  | Gordon Crole-Rees Cyril Eames 6–1, 1–6, 4–6, 8–6, 7–5 | Eric Peters Patrick Wheatley |               |                     |

### Novembre
| Settimana  | Torneo                                                        | Vincitore                    | Finalista    | Semifinalisti | Eliminati ai quarti |
| ---------- | ------------------------------------------------------------- | ---------------------------- | ------------ | ------------- | ------------------- |
| 2 novembre | Mid-South Chapionships 1929 Pinehurst, USA Singolare - Doppio | Wilmer Hines 6-3 4-6 7-5 6-4 | Bob Crosland |               |                     |
| 2 novembre | Mid-South Chapionships 1929 Pinehurst, USA Singolare - Doppio |                              |              |               |                     |

### Dicembre
| Settimana   | Torneo | Vincitore                                  | Finalista                     | Semifinalisti | Eliminati ai quarti |
| ----------- | --- | ------------------------------------------ | ----------------------------- | ------------- | ------------------- |
| 1º dicembre | Queen's Covered Court Championships 1929 (Queen's Club Lights Tournament) Londra, Gran Bretagna Singolare - Doppio | Fred Perry 3-6 6-4 6-2                     | Keats Lester                  |               |                     |
| 1º dicembre | Queen's Covered Court Championships 1929 (Queen's Club Lights Tournament) Londra, Gran Bretagna Singolare - Doppio | Bill Tilden Charles Kingsley 9–7, 6–2, 6–3 | Cyril Eames Irving Wheatcroft |               |                     |
| 9 dicembre  | Victorian Championships 1929 Melbourne, Australia Singolare - Doppio                                               | Jack Crawford 6-3 2-6 3-6 6-4 6-3          | Harry Hopman                  |               |                     |
| 9 dicembre  | Victorian Championships 1929 Melbourne, Australia Singolare - Doppio                                               |                                            |                               |               |                     |
| 23 dicembre | Beausite New Year Meeting 1929 Cannes, Francia Singolare - Doppio                                                  | Claude de Ricou 8-6 6-2 6-4                | George Lyttleton Rogers       |               |                     |
| 23 dicembre | Beausite New Year Meeting 1929 Cannes, Francia Singolare - Doppio                                                  |                                            |                               |               |                     |
| 29 dicembre | Beausite First Meeting 1929 Cannes, Francia Singolare - Doppio                                                     | Paul Barrelet de Ricou 8-6 6-2 6-4         | George Lyttleton Rogers       |               |                     |
| 29 dicembre | Beausite First Meeting 1929 Cannes, Francia Singolare - Doppio                                                     |                                            |                               |               |                     |
| 29 dicembre | New Zealand Championships 1929 Wellington, Nuova Zelanda Singolare - Doppio                                        | Charles Angas 6-1 3-6 6-4 6-1              | Donald G. France              |               |                     |
| 29 dicembre | New Zealand Championships 1929 Wellington, Nuova Zelanda Singolare - Doppio                                        | D.G. France Cam Malfroy                    |                               |               |                     |
| 30 dicembre | Metropole Club Championships 1929 Cannes, Francia Singolare - Doppio                                               | Claude de Ricou 5-7 6-1 6-4 8-6            | George Lyttleton Rogers       |               |                     |
| 30 dicembre | Metropole Club Championships 1929 Cannes, Francia Singolare - Doppio                                               |                                            |                               |               |                     |

## Senza data
| Settimana  | Torneo                                                   | Vincitore       | Finalista                 | Semifinalisti | Eliminati ai quarti |
| ---------- | -------------------------------------------------------- | --------------- | ------------------------- | ------------- | ------------------- |
| Senza data | Torneo di La Jolla 1929 La Jolla, USA Singolare - Doppio | Dolf Muehleisen | non conosciuta (bandiera) |               |                     |
| Senza data | Torneo di La Jolla 1929 La Jolla, USA Singolare - Doppio |                 |                           |               |                     |